# Philip Potter

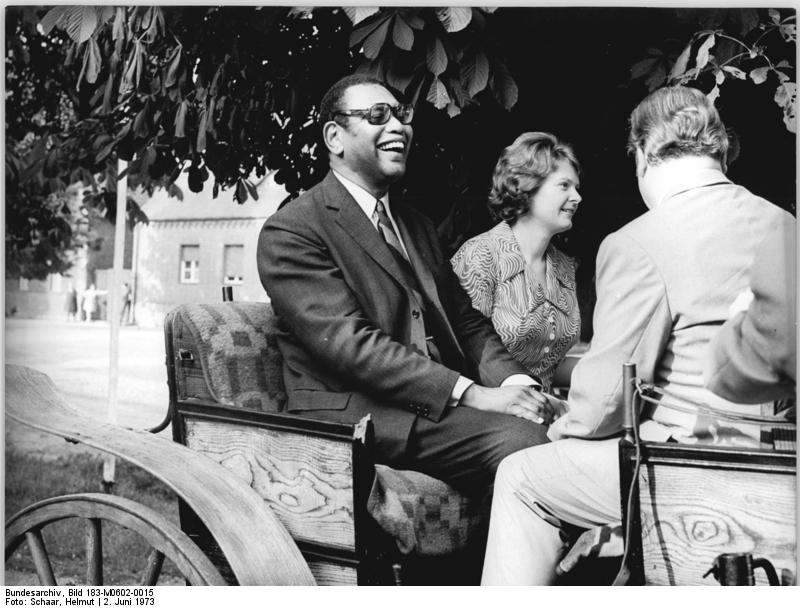
Philip Potter

Philip Alford Potter (ur. 19 sierpnia 1921, zm. 31 marca 2015) – pastor dominicki, pastor Kościoła metodystów na Haiti (1950-1954), sekretarz wydziału młodzieży Światowej Rady Kościołów (1954-1960), przewodniczący Światowej Chrześcijańskiej Federacji Studenckiej (1960-1968), dyrektor komisji Światowej Misji Ewangelizacji Światowej Rady Kościołów (1967-1972), sekretarz generalny Światowej Rady Kościołów (1972-1984).
W 2008 odznaczony południowoafrykańskim Srebrnym Orderem Towarzyszy O. R. Tambo.